# 690-talet

## Händelser
- 690 - Wu Zetians Zhoudynasti börjar i Kina (Hon var Kinas första och enda kvinnliga kejsare).
- 697 - Paolo Lucio Anafesto blir, enligt en sentida tradition, den förste dogen av Republiken Venedig.
- 698 - Staden Karthago, som har återuppbyggts upp av Julius Caesar 44 f.Kr. och då blivit huvudstad i den romerska provinsen Africa terra, rivs av araberna.

## Födda
- 699 - Wang Wei, kinesisk poet (död 759)

## Avlidna
- 691 – Theoderik III, kung av Neustrien, kung av Burgund och kung av Austrasien.
- 695 – Klodvig IV, kung av Neustrien, kung av Burgund och kung av Austrasien.